# Margay
De margay of boomkat (Leopardus wiedii) is een kleine katachtige die tot de groep van de pardelkatten behoort.

## Kenmerken
Deze kat lijkt op de ocelot, maar is iets kleiner. De lichaamslengte ligt tussen de 45 en 80 cm met een staart van 33-51 cm lang. De schouderhoogte bedraagt zo'n 30 tot 35 cm. Margays kunnen 2,5 tot 4 kg wegen. Ze worden in het wild 13 tot 18 jaar oud.
De vacht heeft een goudgele grondkleur met een witte onderzijde. De grote, donkerbruine vlekken zijn in de lengterichting gerangschikt. Verder heeft de margay een korte ronde kop met grote ogen, een lange staart die voor balans zorgt bij het klimmen, en zwarte oren met grote witte vlekken, die een rol spelen bij communicatie. De enkelgewrichten kunnen 180° draaien en daarnaast zijn de tenen beweeglijk en goed spreidbaar, waardoor de margay een erg behendige klimmer is.

## Verspreiding en leefgebied
De boomkat leeft in Latijns-Amerika, van het tropisch laagland in Mexico, via Midden-Amerika en het Amazoneregenwoud tot in Uruguay en Noord-Argentinië. De margay is vooral te vinden in dichtbegroeide gebieden, zowel de bossen als de regenwouden. Soms komt dit roofdier ook in meer open biotopen voor, waaronder plantages.

## Leefwijze
Deze katachtige jaagt vooral op dieren die hoog in de bomen leven zoals kleine apen, opossums, luiaards, eekhoorns, boomratten, vogels, hagedissen en boomkikkers. Hij eet ook eieren, geleedpotigen en zelfs fruit. Er is vastgesteld dat ze bij de jacht op mantelaapjes (Saguinus bicolor) het geluid van jonge exemplaren van deze prooi kunnen imiteren (een vorm van akoestische mimicry) om zo de aapjes te lokken.
Margays zijn uitgesproken boombewoners en uitstekende klimmers. Als een margay via de stam van een boom naar beneden klimt, doet hij dat met zijn kop omlaag. De meeste katten gaan andersom naar beneden. Een margay kan zich ook met gemak ondersteboven verplaatsen, hangend aan alle vier de poten. Als een van de weinige katten is de margay in staat zich vanaf een tak op een prooi te storten zonder een poot op de grond te zetten. Deze pardelkat is zowel overdag als 's nachts actief. Margays zijn solitair, hoewel ze in de paartijd tijdelijk als koppeltjes leven. Het territorium heeft een oppervlakte van 15-43 km².

## Voortplanting
Na een draagtijd van 76-84 dagen worden één of twee jongen geboren in een nest dat zich vaak in een holle boom bevindt. Na circa acht weken eten de welpen voor het eerst vast voedsel.

## Bedreiging
Margays zijn een zeer beschermde diersoort. Ze worden voornamelijk bedreigd door de huisdierenhandel, jacht voor de huiden en habitatverlies en -fragmentatie.

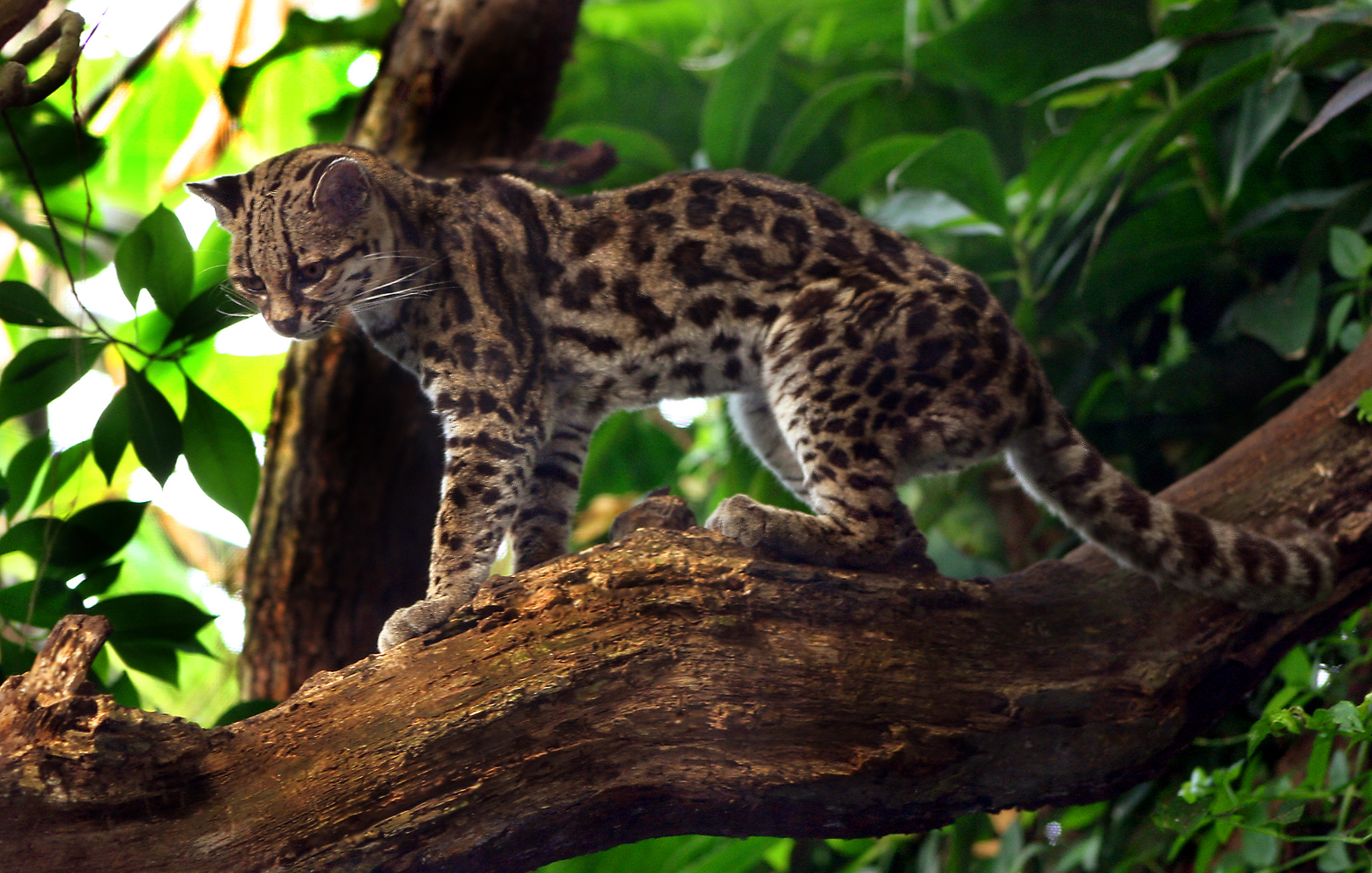
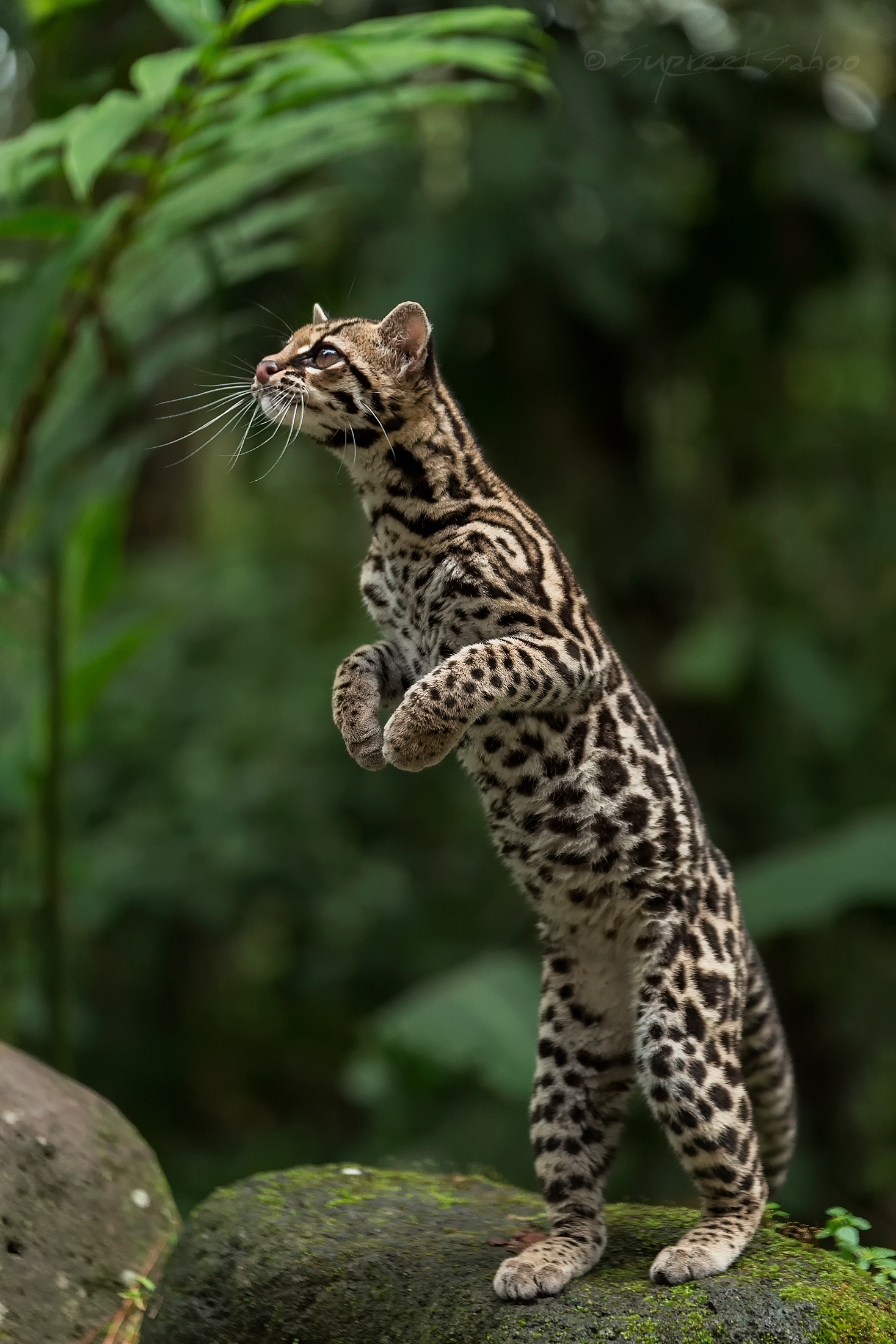